# Члены Российской академии наук. XVIII-XX вв.: Геология и горные науки
Члены Российской академии наук. XVIII—XX вв.: Геология и горные науки — научная книжная серия на русском языке, трилогия по истории геологии и горного дела (горные науки), связанная с членами Академии наук в России. Энциклопедическое издание являлось результатом многолетних исследований Отдела истории геологии ГГМ РАН.

## Описание
Историко-научное издание, сборник научных биографий учёных, связанных с Академией наук в России. Трёхтомник начал издаваться к 275-летию создания Академии наук и 300-летию учреждения Приказа рудокопных дел в России (первая отечественная геологическая служба).
Книги подготовлены сотрудниками Отдела истории геологии Государственного геологического музея имени В. И. Вернадского РАН в Москве в 1998—2012 годах.
Впервые на основе опубликованных данных, рукописных и архивных материалов, сведений, полученных от респондентов, даны краткие очерки жизни и творчества 127 академиков, 210 специалистов разных отраслей геологии и горного дела, избранных членами-корреспондентами, и 118 иностранных членов Российской академии наук с середины XVIII до начала XXI столетия.
Официальные названия академии:
- 1724 — Академия наук и художеств в Санкт-Петербурге [1724 — Проект Положения об учреждении Академии, 1726 — Указ о создании Академии];
- 1747 — Императорская академия наук и художеств в Санкт-Петербурге [1747 — Регламент];
- 1803 — Императорская академия наук (ИАН) [1803 — Регламент];
- 1836 — Императорская Санкт-Петербургская академия наук [1836 — Устав];
- 1917 — Российская академия наук (РАН);
- 5 июля 1925 — Академия наук СССР (АН СССР) [1927, 1930, 1935, 1959, 1963 — Уставы];
- 21 ноября 1991 — федеральное государственное бюджетное учреждение «Российская академия наук» (РАН) [1992, 2002, 2007, 2014 — Уставы].

## Редколлегия
В редколлегию изданий входили академики:
- Галимов, Эрик Михайлович
- Лавёров, Николай Павлович
- Леонов, Юрий Георгиевич
- Рундквист, Дмитрий Васильевич
- Страхов, Владимир Николаевич
- Малышев, Юрий Николаевич
- Рябчиков, Игорь Дмитриевич
- Хаин, Виктор Ефимович
- Юшкин, Николай Павлович

Ответственные редакторы изданий:
- Ю. Я. Соловьёв (2000, 2007)
- И. Г. Малахова (2012).

## Книги серии
1. Соловьёв Ю. Я., Бессуднова З. А., Пржедецкая Л. Т. Отечественные действительные и почётные члены Российской академии наук. XVIII—XX вв.: Геология и горные науки / Отв. ред. Ю. Я. Соловьёв. М.: Научный мир, 2000. 546 с. Тираж 2000 экз.
2. Соловьёв Ю. Я., Хомизури Г. П., Бессуднова З. А. Отечественные члены-корреспонденты Российской академии наук XVIII — начала XXI века: геология и горные науки. М.: Наука, 2007. 607 с. Тираж не указан.
3. Малахова И. Г., Бессуднова З. А., Хомизури Г. П., Минина Е. Л. Иностранные члены Российской академии наук. XVIII—XXI в.: Геология и горные науки / Отв. ред. И. Г. Малахова. М.: Геофизический центр РАН, 2012. 641 с. doi:10.2205/2012DES_foreign. Бумажного варианта нет (только электронная книга: https://elpub.wdcb.ru/ebooks/formemb.pdf)